# Casalinhos de Alfaiata
Casalinhos de Alfaiata é uma aldeia na freguesia da Silveira, concelho de Torres Vedras, em Portugal. Lá viveu por diversos anos Joaquim Agostinho um notável ciclista português.
História:
No século XVI em 1527 Casalinhos de Alfaiata ,pertencia à freguesia de S. Pedro da Cadeira conhecido como Aldeia d’Alfayata
Entidades:
Grupo Desportivo Recreativo Cultural Casalinhense
Localização:
39°06'09.8"N 9°20'41.2"W

39.102732, -9.344790